# Prima spedizione in Kamčatka
La prima spedizione in Kamčatka (in russo Первая Камчатская экспедиция) fu commissionata nel dicembre del 1724 da Pietro I di Russia, che ne dette l'incarico a Vitus Bering, al fine di esplorare la parte settentrionale dell'oceano Pacifico e confermare la presenza dello stretto tra l'Asia e l'America del Nord. Fu la prima spedizione scientifica navale russa e fu seguita nel 1732 dalla Seconda spedizione in Kamčatka.

## I preparativi
Il 29 dicembre 1724 (9 Gennaio 1725 del calendario gregoriano), Pietro I chiese all'esploratore russo-danese Vitus Bering di assumere il comando di una spedizione verso est con i seguenti incarichi: 
- allestire una o due navi nella Kamčatka o nelle vicinanze;
- servirsi delle navi per esplorare le terre settentrionali che sembravano far parte dell'America;
- controllare dove queste terre si univano all'America e se c'erano nell'area città di appartenenza europea. Incontrando navi europee avrebbero dovuto informarsi sulle caratteristiche geografiche locali; dovevano esplorare le coste e mapparle.[3]

I preparativi per il viaggio erano iniziati qualche anno prima, ma con il rapido deterioramento della sua salute, Pietro I aveva affrettato il processo, e promosso la nomina di Bering come capo della spedizione. I suoi luogotenenti per il viaggio erano Martin Spangberg e Aleksej Il'ič Čirikov, insieme al guardiamarina di P. A. Čaplin (П.А. Чаплин), co-redattore del diario di bordo. Gli assistenti avrebbero ricevuto uno stipendio annuale di circa 180 rubli durante il viaggio, mentre Bering ne avrebbe ricevuto 480. Il percorso naturale per la Kamčatka era lungo gli affluenti della Lena; ma dopo il trattato di Nerčinsk (1689) questo sembrò politicamente impossibile. Bering decise che avrebbe viaggiato via terra e via fiume da San Pietroburgo a Ochotsk, una piccola città portuale sulla costa orientale della Russia, e poi via mare da Ochotsk alla penisola della Kamčatka, dove avrebbe potuto iniziare il suo viaggio di esplorazione.

## Le navi
Nel 1725, era iniziata a Ochotsk, in previsione della spedizione, la costruzione di una nave di 20 metri di nome Fortuna (Фортуна). Fu completata nel giugno del 1727 sotto la guida di Čaplin e ad agosto una nave delle stesse dimensioni, la Vostok (Восток, in italiano Est), fu portata dalla Kamčatka e riparata. Alla fine di agosto del 1727 entrambe le navi raggiunsero la Kamčatka. Durante l'aprile-maggio 1728, un'altra nave, la San Gabriele (Св. Гавриил), fu costruita in Kamčatka con il legname locale. Fortuna e Vostok erano imbarcazioni ausiliarie usate per il trasporto di merci tra Ochotsk e Bol'šereck, mentre la San Gabriele era la nave principale di Bering.

## La spedizione

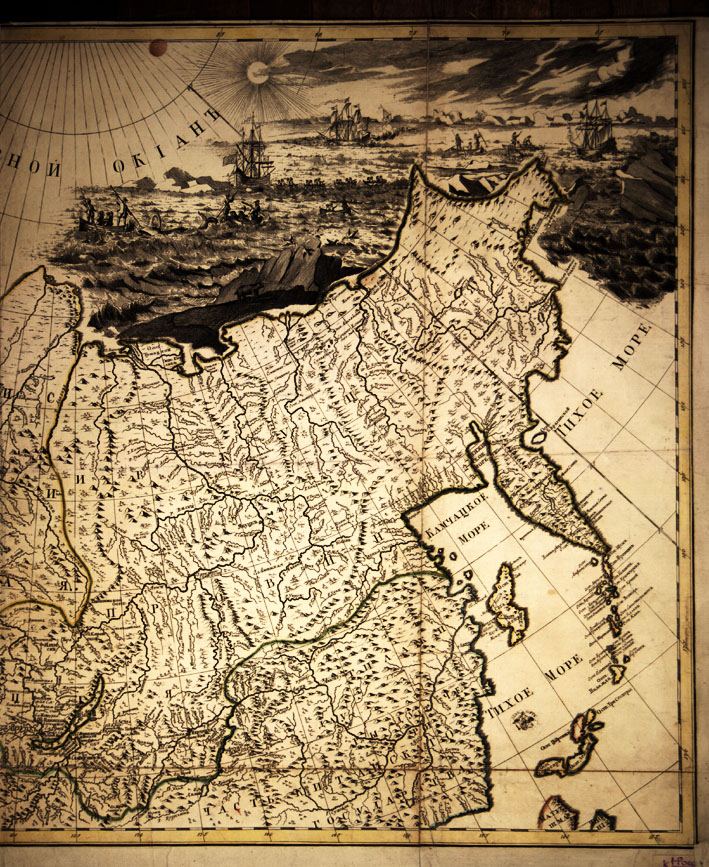
Mappa della Siberia compilata secondo i rilevamenti della prima e della seconda spedizione in Kamčatka.

La spedizione spese i primi due anni, dal gennaio 1725 al gennaio 1727, nel viaggio da San Pietroburgo ad Ochotsk, usando cavalli, slitte trainate da cani e barche fluviali. Dopo lo svernamento a Ochotsk si trasferì alla foce del fiume Kamčatka sulla costa orientale dell'omonima penisola. Tra luglio e agosto del 1728 si diresse via mare verso nord e poi verso nord-est lungo la costa, esplorando il golfo Karaginskij, la baia Kresta, la baia Providenija, il golfo dell'Anadyr', capo Čukotskij e l'isola di San Lorenzo.
Bering attraversò lo stretto che avrebbe preso il suo nome fino al mare dei Ciukci senza raggiungere né avvistare la costa nordamericana ma fornì le prove che Asia e America non erano collegate. In effetti, lo stretto tra la Čukotka e l'Alaska era stato scoperto nel 1648 da Semën Ivanovič Dežnëv, ma la comunità scientifica ne sarebbe venuta a conoscenza solo nel 1758.
Il 16 agosto, Bering fece invertire la rotta della San Gabriele, tornando verso la Kamčatka. Il 31 agosto, la nave fu colpita da una forte tempesta e riuscì a malapena a non schiantarsi contro la riva. Dopo alcune affrettate riparazioni, il 2 settembre, raggiunse la foce del fiume Kamčatka, a cinquanta giorni dalla partenza. Durante il 1729, esplorò le coste meridionali della Kamčatka, mappando il golfo della Kamčatka e la baia dell'Avača. Nel luglio 1729 la Fortuna e la San Gabriele tornarono a Ochotsk, dove furono ormeggiate a fianco della Vostok; il 28 febbraio 1730 Bering fece ritorno a San Pietroburgo.
La spedizione fu molto apprezzata, ma lo zar Pietro I non ne conobbe mai i risultati in quanto morì l'8 febbraio del 1725. Vitus Bering fu promosso comandante e i suoi assistenti Martin Spangberg e Aleksej Il'ič Čirikov, divennero capitani. Era stata una spedizione lunga e costosa; era costata la vita di 15 uomini e l'inasprimento dei rapporti tra la Russia e i popoli nativi, ma aveva fornito utili informazioni sulla geografia della Siberia Orientale: erano stati rilevati più di 3500 km di costa di quel mare, che in seguito avrebbe preso il nome di Bering. Le mappe dell'area furono in seguito utilizzate da tutti i cartografi dell'Europa occidentale.